# ロシアの国章
ロシア連邦の国章（ロシアのこくしょう）はロシア帝国の紋章に由来し、赤いフィールドに金色の鷲をあしらう。鷲の頭には三つの王冠があり、胸にはドラゴンを倒す聖ゲオルギオスを描いた赤い盾（インエスカッシャン）がある。

## 歴史
ソビエト連邦の崩壊の後に、ロシア帝国の紋章に由来する国章が使われるようになった。元々はイヴァン3世が定めた紋章に対して修正が繰り返されたものである。配色は15世紀に使われていたものに由来する。鷲の形はピョートル1世の時代に使われたものに由来する。
ロシアの国章を形作る大きな二つの象徴（双頭の鷲・ドラゴンを殺害する聖ゲオルギオス）はピョートル1世以前に由来する。モスクワ大公国のツァーリであるイヴァン3世の紋章は、ドラゴンを殺す（もしくは争う）騎手を象徴としていた。騎手は1730年に法令で制定されるまでは公式には聖ゲオルギオスであるとはされていなかった。より古い形態がモスクワ大公国および現在のモスクワ市の紋章である。槍を持った騎手という象徴は、1390年にモスクワ公ヴァシーリー1世の紋章として最初に表れる。蛇もしくはドラゴンがイヴァン3世の元で加えられた。聖ゲオルギオスはモスクワおよびロシアの守護聖徒となった。今日、現代のロシアが世俗国家であるという特色を維持することを主な理由として、公式文書では中央の盾にいる騎手が聖ゲオルギオスであるとは言及されない。
双頭の鷲は東ローマ帝国王女であり東ローマ最後の皇帝コンスタンティノス11世パレオロゴスをおじに持つゾイ・パレオロギナとの結婚ののちに、イヴァン3世によって採用された。双頭の鷲は東洋と西洋の両方にかかる東ローマ帝国の公式の国章であった。それは、別の様相においては、教会と国との単一性を象徴していた。1453年のコンスタンティノープルの陥落ののち、イヴァン3世とその相続人は、モスクワが真理・正統・キリスト教の信仰・そして結果としてローマ帝国の最後の拠点であると考えた（その結果、第3のローマという表現がモスクワ、あるいはロシア全体に対して用いられた）。1497年より、双頭の鷲をもって神聖ローマ帝国と同等のロシアの主権を宣言していた。双頭の鷲がロシアの国章として公式化されたことを示す残された最初の証拠は、1497年の、独立した王子たちに対する領土の割り当ての勅許に際して使用された王子の紋章である。同時に、赤い背景の上の金メッキされた双頭の鷲の象徴が、クレムリンのファセッツ宮殿の壁に現れた。

1883年のロシア帝国の小紋章。双頭の鷲の中央に聖アンドレイ勲章の頸飾に取り巻かれたモスクワの紋章（ドラゴンと戦うゲオルギオス）があり、その周囲にはカザン・アストラハン・シベリア、ポーランド、フィンランド、グルジアなどロシアに併合された国々の紋章があしらわれている

ロマノフ朝の最初のツァーリであるミハイル・ロマノフの下で国章が変更された。1625年、双頭の鷲が三つの王冠で装飾された。この王冠は、カザン・アストラハン・シベリアの征服された王国、あるいは大ロシア（ロシア）・小ロシア（現在のウクライナ）・白ロシア（ベラルーシ）の一体性を示すものとして説明された。今日、この王冠は全体として、あるいは下位区分（共和国・地方）としてのロシアの主権と一体性を象徴している。宝珠（Держава）と王笏（Скипетр）は主権と専制を意味する伝統的な象徴である。現在のロシアが君主制国家ではないにもかかわらず、ロシアの現代の国章にも保持されると決定された。三つの冠を支える聖アンドレイ勲章の綬と、それに対応するモスクワの紋章を囲む聖アンドレイ勲章の頸飾を除去した意匠が、1993年に採用された。また、プーチン大統領が2000年12月20日に国章に関連する法案に署名した。

## 歴代の国章

モスクワ大公国の紋章
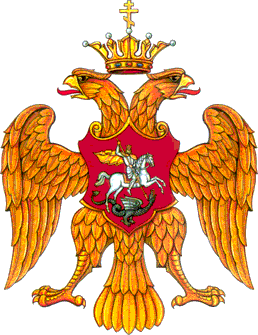
ロシア・ツァーリ国の紋章（1577年）
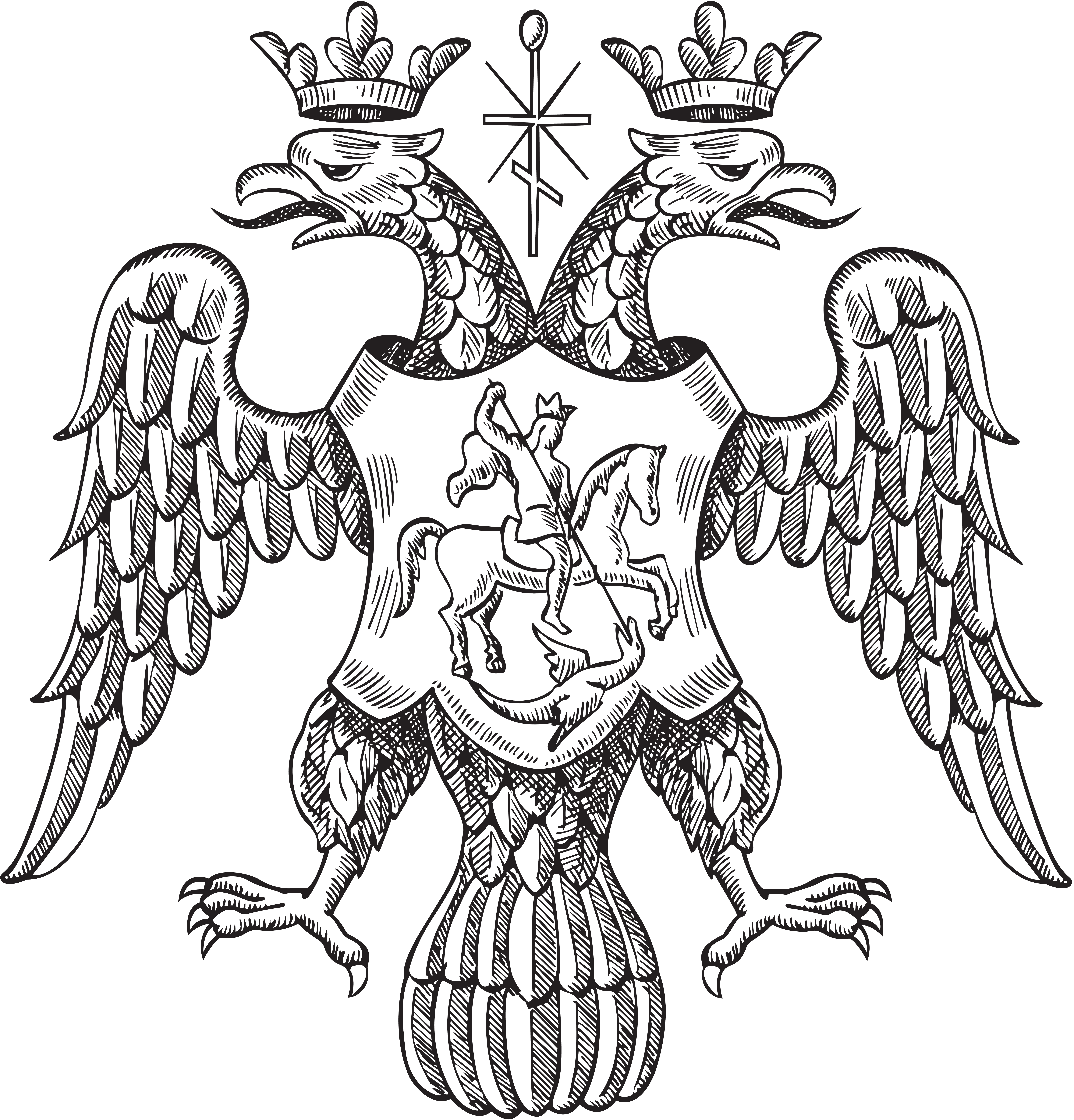
ロシア・ツァーリ国の紋章（1589年）
ロシア・ツァーリ国の紋章（1667年）
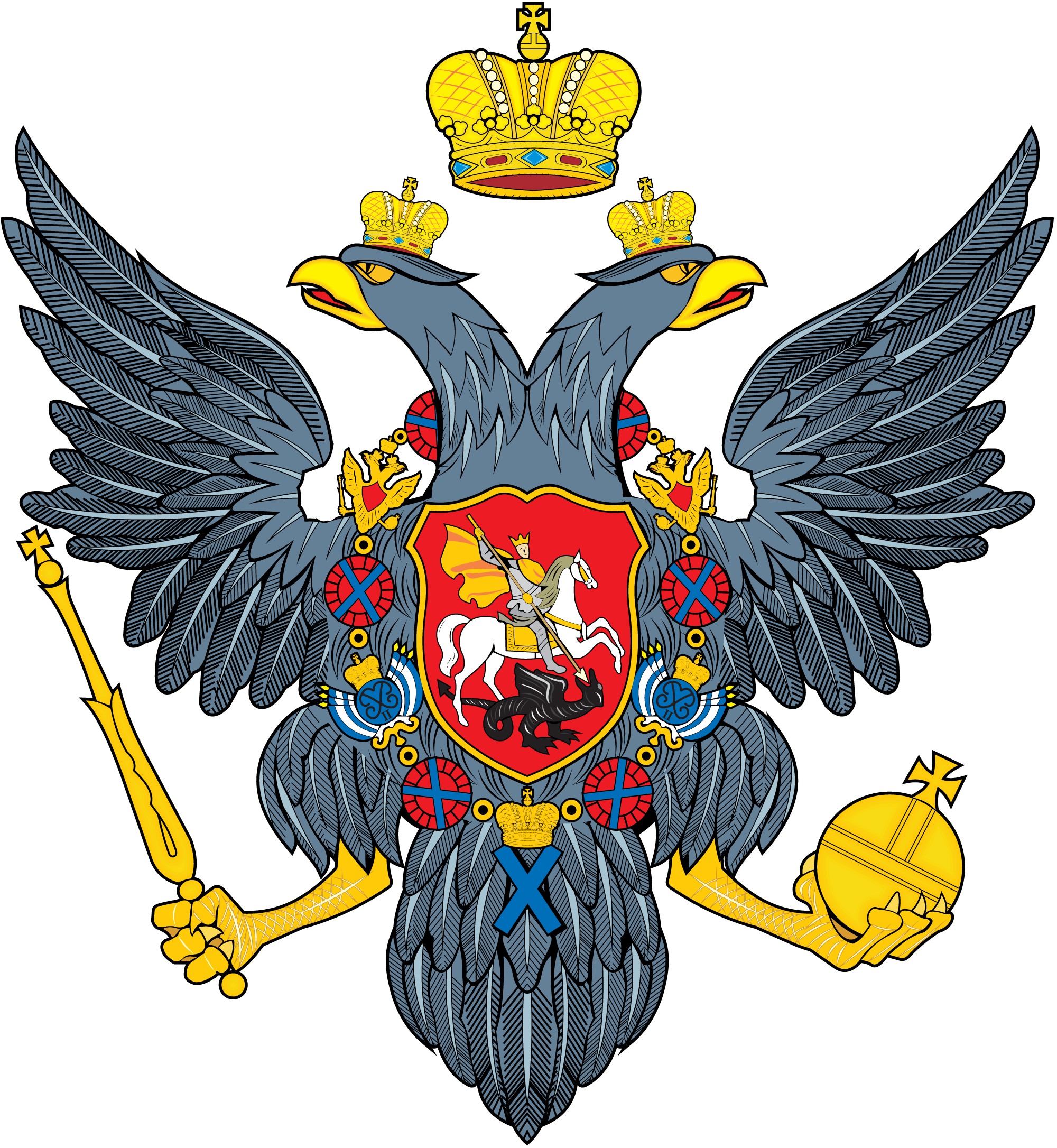
ロシア帝国の紋章（1730年）
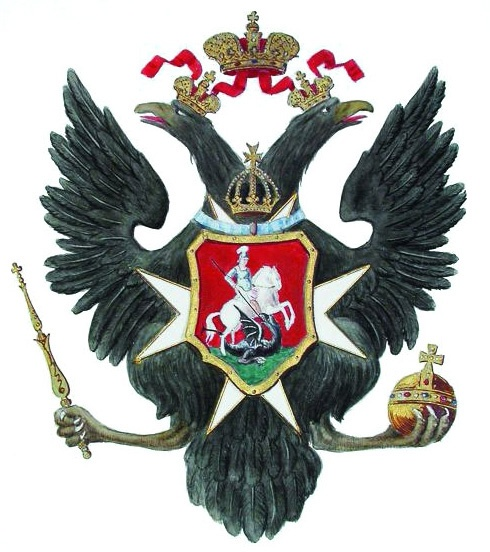
ロシア帝国の紋章（1796年）
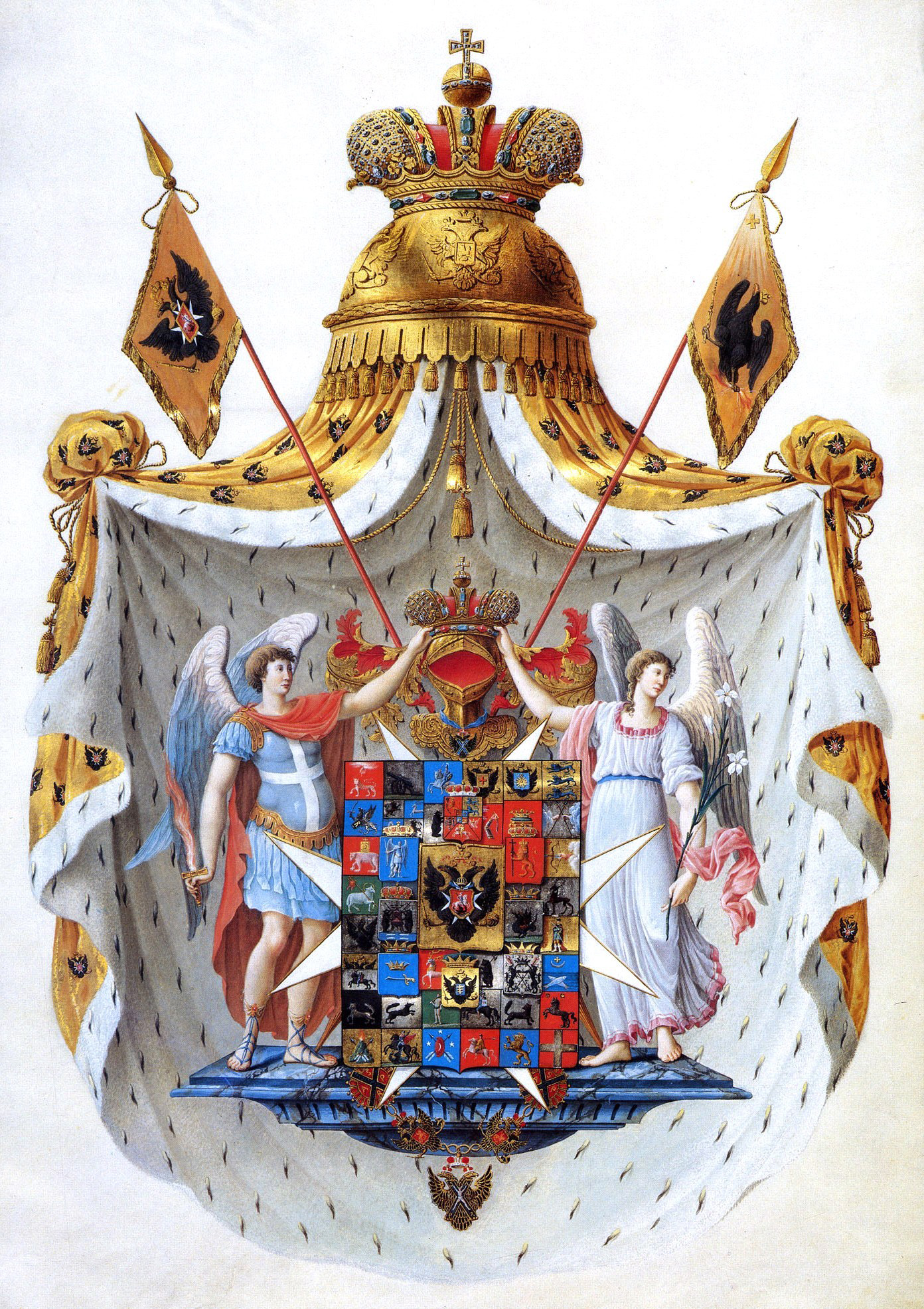
ロシア帝国の紋章（1800年）
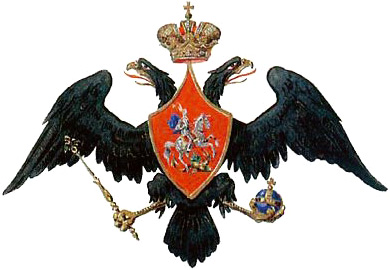
ロシア帝国の紋章（1825年）
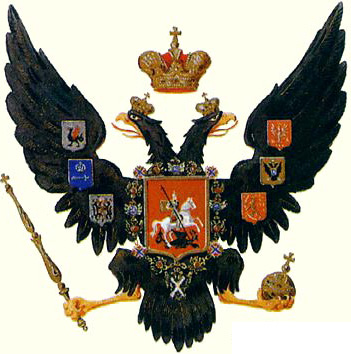
ロシア帝国の紋章（1855年）
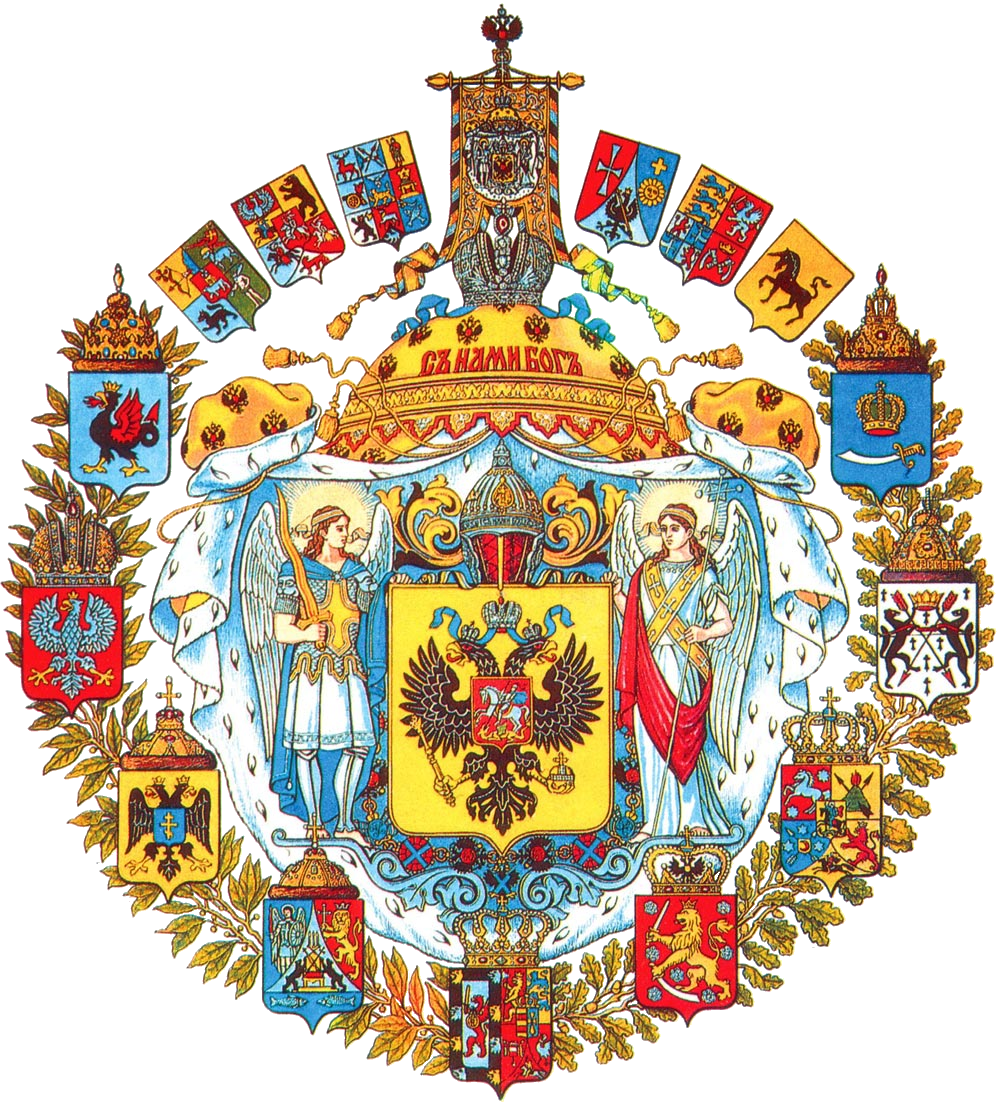
ロシア帝国の大紋章（1882年）
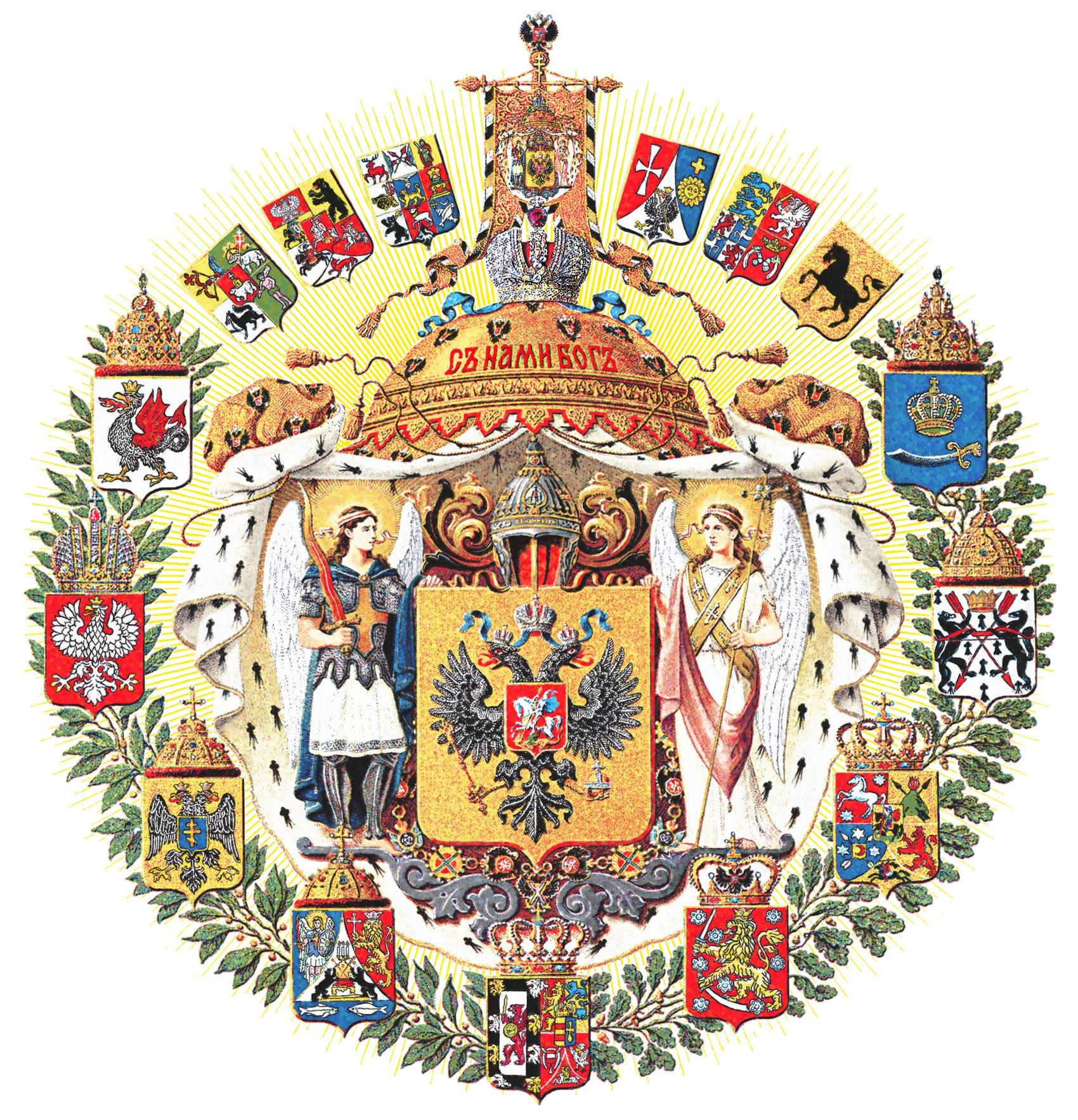
ロシア帝国の大紋章（1882年）
ロシア帝国の小紋章（1882年）
モスクワの紋章
ロシア臨時政府の国章
ロシア・ソビエト連邦社会主義共和国の国章（1918年）
ロシア・ソビエト連邦社会主義共和国の国章（1920年）
ロシア・ソビエト連邦社会主義共和国の国章（1956年）
ロシア・ソビエト連邦社会主義共和国の国章（1978年）
ソ連崩壊直後、暫定的に用いられた国章